# Val Vert Croix Blanche
 (octobre 2013).
Si vous disposez d'ouvrages ou d'articles de référence ou si vous connaissez des sites web de qualité traitant du thème abordé ici, merci de compléter l'article en donnant les références utiles à sa vérifiabilité et en les liant à la section « Notes et références ».
Val Vert Croix Blanche est un projet d’aménagement d’envergure régionale situé sur le territoire de Cœur d'Essonne Agglomération  dans le département de l’Essonne en région Île-de-France.
Ce projet est prévu au sud du pôle économique existant de la Croix-Blanche sur la commune de Sainte-Geneviève-des-Bois et au carrefour d’axes routiers structurants (Autoroute A6,Autoroute A10, Francilienne). Son ouverture au public est prévue ) à partir de 2016.
Il est constitué de pôles d’activités et de commerces et est consacré à l’habitat durable et à l'écoconstruction. Ces programmes sont accompagnés d’espaces de loisirs, d’une plate-forme d’information sur l’habitat durable, d’un point de vente voué aux circuits courts et de locaux pour les artisans de la rénovation thermique et de l’écoconstruction.
Ce complexe formera un ensemble dont la conception et la finalité ont été pensées dans l’objectif de respecter les trois axes du développement durable, s'inscrivant ainsi dans les objectifs du Grenelle de l’environnement I et II.
Ce projet est initié par la Communauté d’agglomération du Val d’Orge (ayant fusionné en janvier 2016 avec la communauté de communes de l'Arpajonnais pour former Cœur d'Essonne Agglomération), qui en est le maître d’ouvrage, en collaboration avec le Conseil régional d'Île-de-France, le Conseil général de l’Essonne, la Chambre de Métiers et de l'Artisanat de l'Essonne, et la Chambre de commerce et d'industrie de l’Essonne. L’aménageur du site est la Société d’Économie Mixte du Val d’Orge (SORGEM).

## La localisation du site
Le site destiné à accueillir le projet de Val Vert Croix Blanche est localisé à environ 35 km du centre de Paris et à une quinzaine de kilomètres des villes de Massy, d'Orly et d’Évry.
Les 77 hectares du site sont situés dans la région naturelle du Hurepoix, sur le plateau de Marolles-Bondoufle, dont le paysage est de type « openfield », marqué par les cultures céréalières.
Le site en lui-même est localisé sur une frange urbaine, à mi-chemin entre milieu urbain et rural, entre la zone commerciale de la Croix Blanche au nord et un secteur rural comportant des espaces agricoles ouverts au Sud.
Trois communes sont directement concernées par l’emprise du site :
- Le Plessis-Pâté, qui possède plus de 90 % de la surface totale du site;
- Sainte-Geneviève-des-Bois, qui accueille une partie de la pointe nord du projet;
- Fleury-Mérogis, qui possède deux parcelles concernées par le projet.

Plusieurs axes routiers sont proches : l’A10 à l’Ouest, l’A6 à l’Est, la Francilienne au Nord et la RD19 qui traverse le site.

## Les enjeux du projet
Le projet d’aménagement, développé dans le cadre légal d’une Zone d’Aménagement Concerté (ZAC), vise :
- à créer des emplois sur le territoire du Val d’Orge;
- à accueillir des activités diverses : commerces, artisanat, bureaux, industries, exploitations agricoles de proximité;
- l’implantation d’équipements et d’ouvrages intercommunaux structurants pour le territoire du Val d’Orge.

Pour atteindre ces objectifs, le projet s’appuie sur chacun des 3 axes du développement durable.
L’enjeu économique consiste en la dynamisation du territoire du Val d’Orge. Il est prévu la création de 2 500 nouveaux emplois selon la Communauté d’agglomération du Val d’Orge.
Le projet vise également le développement d’une activité agricole périurbaine, favorisant la distribution des produits des agriculteurs locaux.
Le nouveau pôle a aussi pour objet la promotion de nouvelles habitudes de consommation et de déplacement par le biais:
- d’une plate-forme d’information de dimension régionale, permettant au public de venir s’informer sur les questions d’habitat durable et sur l’éco-construction (rénovation thermique des logements, conception bio-climatique…), etc. ;
- d’un espace consacré à la mobilité durable, développant notamment la complémentarité des transports ainsi que les liaisons douces ;
- de l’implantation de différents services de proximité et d’espaces de loisirs afin de faire de cette ZAC un lieu de vie à part entière.

Différentes prescriptions d’ordre environnemental ont servi de base à la conception de Val Vert Croix Blanche par l’Atelier Marion Talagrand :
- la construction de bâtiments à Haute performance énergétique;
- une gestion durable des eaux usées et pluviales;
- la mise en œuvre d’une gare multimodale;
- un aménagement paysager devant respecter son environnement et s’appuyer sur les contraintes du site, etc.

## Les aménagements
Le projet, couvrant un espace de 77 hectares, sera composé de différents périmètres. Ce sont leur complémentarité et leur existence sur un même site qui confèrent au projet Val Vert Croix Blanche son caractère « novateur » et sa dimension régionale.
Les opérations d’aménagement prévues comportent :
- des infrastructures de transports doux : gare routière, parkings mutualisés, des voiries adaptées, des transports en commun en site propre, etc. ;
- une plate-forme publique d’information et de conseil sur l’habitat durable et l’éco-construction, à proximité immédiate de la RD 19 : la « Cité Val Vert » ;
- un espace de bureaux voué aux activités tertiaires et de services ;
- un village artisanal consacré aux savoir-faire en matière de rénovation de l’habitat et d’éco-construction ;
- une promenade agricole pour une transition en zone urbaine et agricole ;
- une zone commerciale consacrée à l’équipement de l’habitat durable et à l’éco-construction ;
- une zone d’activités pour les PME et PMI.

## Chronologie
- 2009/2010 : le concours d’urbanisme, lancé en 2009, abouti au choix de l’équipe d’urbaniste paysagiste de l’Atelier Marion Talagrand. Cet atelier a conçu le projet dans sa globalité;
- 2011 : la ZAC « Val Vert Croix Blanche » est créée et la SORGEM est nommée « aménageur » du projet;
- 2012 : le conseil municipal de la commune du Plessis-Pâté délibère en faveur d’une révision simplifiée du plan local d’urbanisme (PLU) en vue d’aménager la ZAC de « Val Vert Croix Blanche » récemment créée. Le projet de la « Cité Val Vert », un des équipements phares du futur site, est choisi à l’issue d’un concours d’architecture ;
- 2013 : approbation de la révision simplifiée du PLU du Plessis-Pâté après une enquête publique[5] effectuée du 14 janvier au 11 février ;
- 2014 : début des travaux de voirie et pose de la première pierre de l’équipement « Cité Val Vert » ;
- 2015 : démarrage des programmes d'activités ;
- 2016 : livraison de la « Cité Val Vert » et des premiers programmes d’activités. Le site sera dès lors ouvert au public ;
- de 2017 à 2023 : livraison progressive des programmes de commerces, de services, d’activités, etc.

## La Cité Val Vert
La « Cité Val Vert », sera un bâtiment d’environ 3 000 m2, qui devra être certifié Haute Qualité Environnementale et conçu pour qu’il produise plus d’énergie qu’il n’en consomme.
Son objectif est de servir de levier pour une sensibilisation du public et des professionnels du bâtiment, aux méthodes de construction et aux matériaux permettant le développement d’un habitat basé sur la durabilité, sur les économies d’énergie, sur l’éco-construction, etc. 
Ce bâtiment proposera quatre types de services :
- l’information : grâce à deux espaces d’exposition, des ateliers pratiques, des bornes d’information, un centre de documentation, etc.;
- le conseil : aux particuliers ayant des projets d’habitat écologique et aux professionnels, via des formations dédiées, un espace de rencontre avec des acteurs de l’éco-construction et du développement durable, etc.;
- le coworking ;
- le télétravail.